# 沙井駅
沙井駅（させいえき）は、中華人民共和国深圳市宝安区に位置する深圳地下鉄11号線の駅。

## 駅構造
島式ホーム1面2線の地上駅

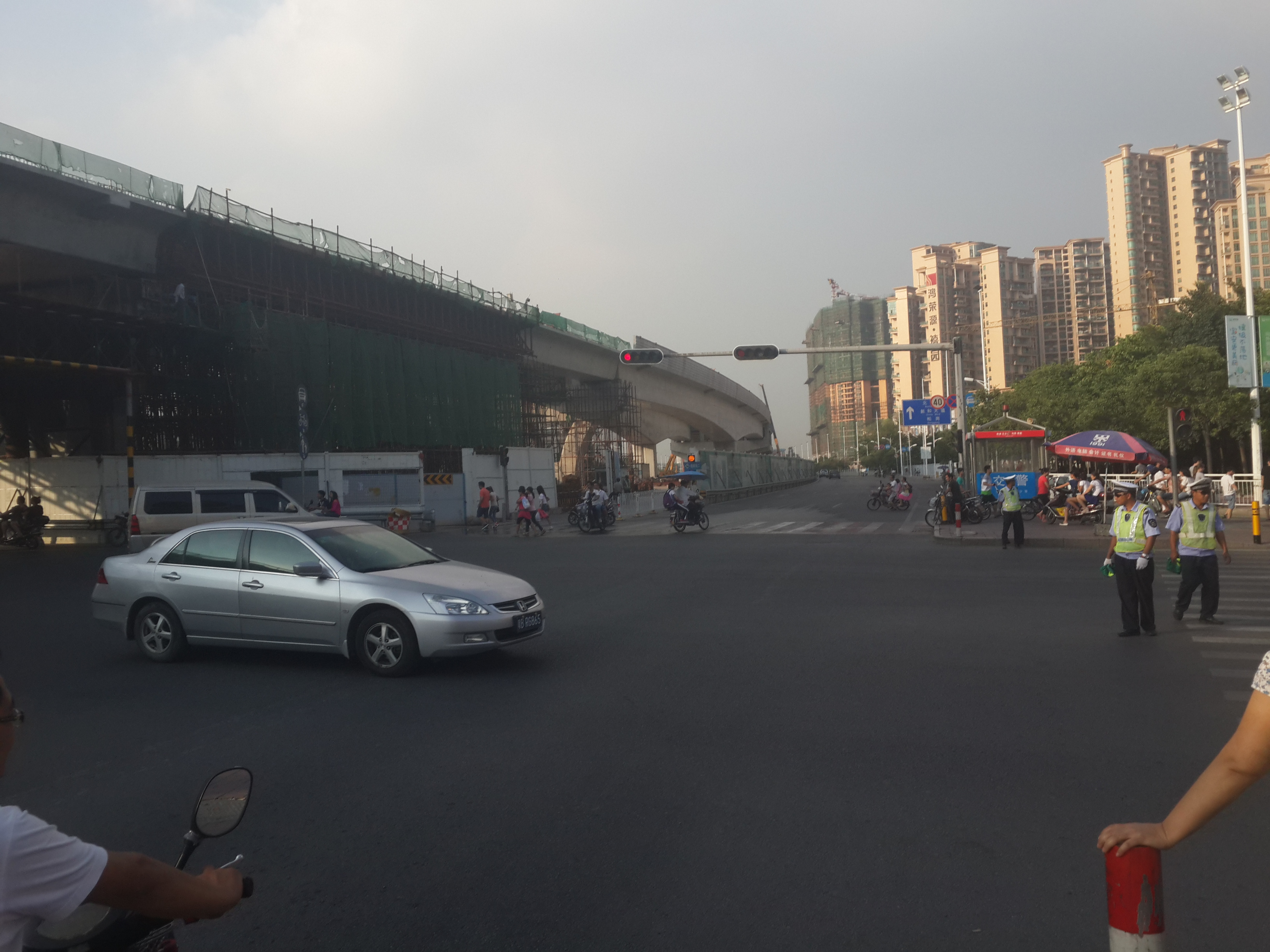
工事中（2014年）